# Malaxa nigra
Malaxa nigra är en insektsart som beskrevs av Frederick Arthur Godfrey Muir 1919. Malaxa nigra ingår i släktet Malaxa och familjen sporrstritar. Inga underarter finns listade i Catalogue of Life.